# Mercado Abierto Electrónico
Der Mercado Abierto Electrónico (MAE) – heute bekannt als A3 Mercados – ist ein elektronischer Wertpapier- und Devisenhandelsmarkt in Argentinien. Er basiert auf einer modularen elektronischen Plattform, die auf speziellen IT-Trägern läuft. Dort werden staatliche und private festverzinsliche Wertpapiere, Devisen und Swaps sowie Devisen- und Zinstermingeschäfte gehandelt. Darüber hinaus wird diese Technologie für den Handel mit Devisen und Anleihen der Banco Central de la República Argentina (BCRA) sowie für den Börsengang staatlicher Anleihen genutzt.

## Geschichte
Der Mercado Abierto de Títulos Valores (Offener Wertpapiermarkt) wurde 1970 nach der Verabschiedung des Gesetzes 17.811 gegründet und nahm Mitte des Jahrzehnts seinen Betrieb auf. 1980 expandierte sein Geschäft deutlich und erreichte die Zahl der Makler auf über 450. MAE wurde 1988 gegründet. Internationale Vereinbarungen gehen auf das Jahr 1999 zurück, als die uruguayische elektronische Börse (BEVSA) im Rahmen einer Vereinbarung Zugang zum Sistema de Operaciones Electrónicas (SIOPEL) erhielt. Dies ermöglichte unter anderem die technologische Ergänzung und den gemeinsamen Betrieb der Software für den elektronischen Handel.
Im Jahr 2000 wurde eine wichtige Vereinbarung mit der Börse von São Paulo (BOVESPA) unterzeichnet und eine Lizenz zur Nutzung dieses Systems erteilt. Zwei Jahre später unterzeichneten drei Organisationen – MAE, die chilenische elektronische Börse (BEC) und BEVSA – einen Rahmenvertrag für die Informations- und Transaktionszusammenschaltung ihrer jeweiligen Märkte. Die Vernetzung der chilenischen, argentinischen und uruguayischen elektronischen Märkte war schon immer ein Ziel, da diese Märkte über Transaktionssysteme verfügen, die über eine offene Plattform laufen, die es ihnen ermöglicht, ihre Systeme und Server mit anderen Märkten zu verbinden, unabhängig von der Entfernung und der verwendeten Technologie.
Im Januar 2004 unterzeichnete die MAE eine Vereinbarung zur technologischen Zusammenarbeit mit dem Mercado de Valores del Litoral (MVL), einem der wichtigsten Märkte im Landesinneren. Im Rahmen dieser Vereinbarung wurde die SIOPEL-Handelsplattform für alle Mitglieder installiert, was eine wichtige regionale Integration darstellte. 2005 schloss die MAE eine Vereinbarung mit der Kolumbianischen Börse (BVC) und der Bank der Republik (Kolumbien) (BRC), gemäß der die SIOPEL-Plattform ab Anfang 2006 in Kolumbien auf den Märkten für variable und festverzinsliche Wertpapiere eingesetzt wurde. Im selben Jahr unterzeichnete der Terminmarkt von Buenos Aires – Mercado a Término de Buenos Aires – eine Vereinbarung mit der MAE über das Hosting zur Nutzung von SIOPEL für seine Futures- und Optionsgeschäfte ab April 2007.
Ende 2006 wurde eine Vereinbarung mit der Bolsa Nacional de Valores de Costa Rica (BNVCR) zur Nutzung von SIOPEL unterzeichnet. Dies ermöglichte die Konsolidierung mehrerer Plattformen zu einer einzigen, beschleunigte Transaktionen und sorgte für Sicherheit, was die Märkte der Plattform stärkte.
Das heutige Unternehmen A3 Mercados ist das Ergebnis der Integration zweier wichtiger Akteure auf dem argentinischen Finanzmarkt: dem Mercado Abierto Electrónico (MAE) und Matba Rofex. Dieser Zusammenschluss stellt die Konvergenz dreier historischer Märkte in Argentinien dar: Matba, gegründet 1907; ROFEX, 1909 als Agrarterminmärkte gegründet; und MAE, 1989 als elektronische Handelsplattform für festverzinsliche Wertpapiere gegründet.

## Mitgliedschaften
- Sustainable Stock Exchanges Initiative